# Niebla y Cemento
Niebla y Cemento (en français : « Brouillard et ciment ») est une pièce  pour clarinette (ou flûte), basson et piano du compositeur argentin Mario Herrerías (1954-2018) composée en 1993. Cette pièce est considérée comme son chef-d'œuvre  par la critique et est apparentée au tango nuevo argentin ; elle a été commandée par le flûtiste compatriote Jorge de la Vega (de).
Niebla y Cemento a été arrangée et enregistrée dans différentes versions (arrangements pour clarinette et piano, pour saxophone et piano et également pour saxophone alto, saxophone baryton et piano). En 2005, Paquito d'Rivera l'a enregistrée pour le label Chesky Records (en). Jorge de La Vega a également interprété une autre pièce dénommée "A La Patria Grande" pour flûte, piano, percussion et ensemble à cordes, créée en août 2016 au Teatro Colón.
La partition est publiée  chez Eldorado (Latin America).

## Analyse
Cette pièce en un seul mouvement a une forme rapide-lente-rapide. Ses mélodies sont également réparties entre les trois instruments et sont souvent doublées ou en harmonie.

## Enregistrements
- Paquito d'Rivera, album The Jazz Chamber Trio (Chesky Records JD293, 2005)[2]
  - Niebla y Cemento

- La Revoltosa, avec Jorge Montilla (clarinette) & Hamilton Tescarollo (piano), (Clarinet Classics CC0061, 2009) 
  - Niebla y cemento, arrangement pour clarinette en si bémol et piano

- Tango posmoderno, avec Javier Vinasco (clarinette), Pedro Salcedo (basson)  (Mestizo, 2023)